# Lola Butovitsch
Lola (Helena) Butovitsch, född 17 september 1900 i Warszawa, död 26 november 1971, var en svensk konstnär.
Butovitsch föddes i Warszawa (som då var en del av Ryssland) av ryska föräldrar. Hon studerade vid Konsthögskolan i Stockholm 1925-1929. Under sitt sista läsår tilldelades hon den kungliga medaljen. Hon företog därefter studieresor till bland annat Frankrike, Spanien och Tunisien. Separat ställde hon ut första gången på Fahlcrantz konstsalong i Stockholm 1936. Hon var huvudsakligen verksam som landskaps- och porträttmålare. För filmen Jag är eld och luft från 1944 målade hon ett porträtt av Viveca Lindfors. Hon är begravd på Skogskyrkogården i Stockholm.
Syster till Viktor Butovitsch.